# Charles H. Swannack Jr.

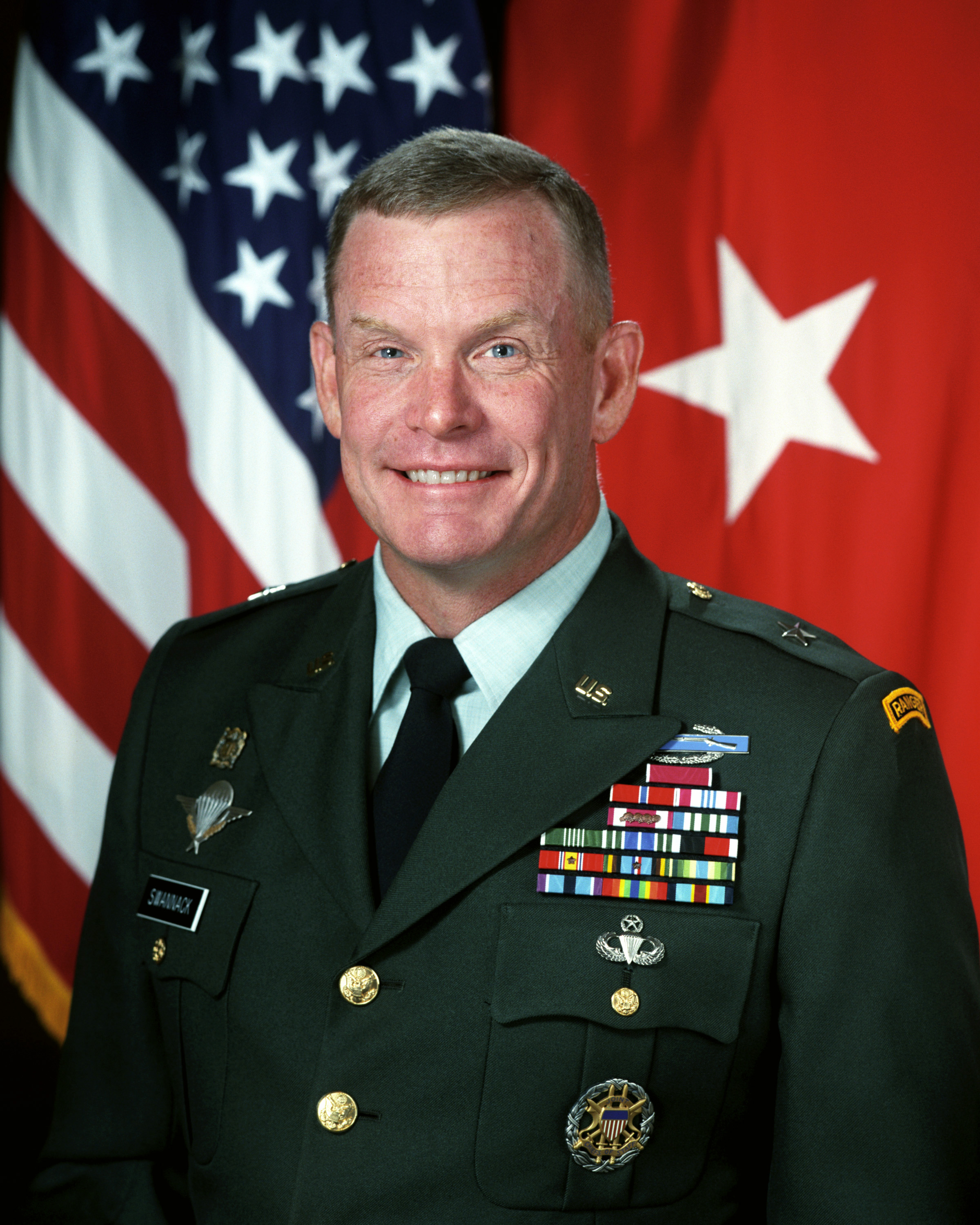
Charles H. Swannack Jr.

Charles Henry „Chuck“ Swannack Jr. (* 9. März 1949) ist ein pensionierter Generalmajor der United States Army. Er kommandierte unter anderem die 82. US-Luftlandedivision.
In den Jahren 1967 bis 1971 durchlief Charles Swannack die United States Military Academy in West Point. Nach seiner Graduation wurde er als Leutnant der Infanterie zugeteilt. In der Armee durchlief er anschließend alle Offiziersränge bis zum Zweisterne-General.
Im Lauf seiner militärischen Karriere absolvierte Swannack verschiedene Kurse und Schulungen. Dazugehörten unter anderem der Infantry Officer Basic Course, der Infantry Officer Advanced Course (1975–1976), das Command and General Staff College (1984–1985) sowie das National War College (1991–92). Außerdem erhielt er einen akademischen Grad vom Georgia Institute of Technology, wo er in den Jahren 1979 und 1981 studiert hatte.
In seinen jüngeren Jahren absolvierte er den für Offiziere in den niederen Rangstufen üblichen Dienst in verschiedenen Einheiten und Standorten. Eine seiner ersten Missionen führte ihn nach Berlin, wo er von Januar 1972 bis Juli 1975 erst Zugführer und dann Stabsoffizier in der Berlin Brigade war. Im weiteren Verlauf der 1970er Jahre war er unter anderem Kompanieführer und Stabsoffizier bei der 82. Luftlandedivision sowie Stabsoffizier in der G3-Abteilung (Operationen) beim XVIII. Luftlandekorps.
Von Juni 1981 bis Juni 1984 war er Dozent an der Militärakademie in West Point. Nach weiteren Verwendungen als Stabsoffizier wurde Swannack im Juni 1989 Bataillonskommandeur beim 9. Infanterieregiment. Dieses Kommando hatte er bis zum Juli 1991. Dabei nahm er an der US-Invasion in Panama teil. In den Jahren 1992 bis 1994 war Swannack im Pentagon Stabsoffizier in der J5-Abteilung der Joint Chiefs of Staff. Von Juni 1994 bis April 1996 kommandierte er die 2. Brigade der 25. Infanteriedivision auf Hawaii. Dabei nahm er an der Operation Uphold Democracy in Haiti teil. Danach war er von August 1996 bis August 1997 Stabschef der 25. Infanteriedivision. Anschließend war er bis August 1998 stellvertretender Kommandeur der 82. Luftlandedivision. Nach einer weiteren Verwendung als Stabsoffizier in Washington, D.C. übernahm Swannack im Dezember 1999 das Kommando über den Ausbildungsverbund Joint Readiness Training Center in Fort Polk. Dieses Kommando behielt er bis zum Dezember 2001. Danach wurde er Kommandeur der Multinational Division (North), Stabilisation Force-11 (SFOR-11) das zur 25. Infanteriedivision gehörte.
Von Oktober 2002 bis Mai 2004 kommandierte Charles Swannack die 82. Luftlandedivision. Damit nahm er auch am Irakkrieg teil. Sein letztes militärisches Amt war das des stellvertretenden Kommandeurs des XVIII. Luftlandekorps. Im Jahr 2006 schied Charles Swannack aus dem aktiven Militärdienst aus.
Nach dem Ende seiner Militärzeit arbeitete Swannack für die Firma U.S. Logistics, Inc. Im Jahr 2014 wurde er Geschäftsführer der Wohltätigkeitsorganisation Speedway Children's Charities. Außerdem begann er noch im Jahr 2006 nach dem Ende seiner Militärzeit zusammen mit einigen anderen ehemaligen Generälen der US-Streitkräfte eine Kampagne gegen den damaligen Verteidigungsminister Donald Rumsfeld. Die Gruppe forderte öffentlich Rumsfelds Rücktritt bzw. dessen Absetzung. Sie warfen ihm unter anderem Fehler während des Kriegs im Irak vor und machten ihn für die dort entstandenen Skandale wie Gefangenmisshandlungen verantwortlich. Außerdem hielten sie ihn für arrogant und selbstherrlich. Letztlich führte der Druck auf Rumsfeld, auch von anderen Seiten, zu dessen Rücktritt am 8. November 2006.

## Orden und Auszeichnungen
Charles Swannack erhielt im Lauf seiner militärischen Laufbahn unter anderem folgende Auszeichnungen:
- Legion of Merit
- Bronze Star Medal
- Defense Meritorious Service Medal
- Meritorious Service Medal
- Joint Service Commendation Medal
- Army Commendation Medal
- Army Achievement Medal
- Combat Infantry Badge
- Expert Infantry Badge
- Master Parachutist Badge
- Ranger Tab
- Joint Chiefs of Staff Identification Badge
- Army Staff Identification Badge

## Beförderungen
- Leutnant: 9. Juni 1971
- Oberleutnant: 9. Oktober 1972
- Hauptmann: 9. Juni 1975
- Major: 1. Februar 1983
- Oberstleutnant: 1. Februar 1989
- Oberst: 1. September  1993
- Brigadegeneral: 1. Juli 1998
- Generalmajor: 1. November 2001